# Llano Grande, San Miguel Coatlán
Llano Grande är en ort i Mexiko.   Den ligger i kommunen San Miguel Coatlán och delstaten Oaxaca, i den sydöstra delen av landet, 500 km sydost om huvudstaden Mexico City. Llano Grande ligger 867 meter över havet och antalet invånare är 187.
Terrängen runt Llano Grande är kuperad åt sydväst, men åt nordost är den bergig. Llano Grande ligger nere i en dal. Runt Llano Grande är det ganska glesbefolkat, med 39 invånare per kvadratkilometer. Närmaste större samhälle är San Agustín Loxicha, 13,2 km söder om Llano Grande. I omgivningarna runt Llano Grande växer huvudsakligen savannskog.